# Henryk Stamatello
Henryk Stamatello (ur. 29 listopada 1901 w Siedlcach, zm. 8 lipca 1997) – polski inżynier dróg i mostów, profesor Politechniki Warszawskiej, specjalista w zakresie wodociągów i kanalizacji oraz budownictwa podziemnego, jeden z głównych projektantów warszawskiej Trasy W-Z, instruktor harcerski.

## Życiorys
Jego dziadek Demetrio pochodził z Apulii we Włoszech. Henryk urodził się w Siedlcach, w rodzinie Stanisława, urzędnika kolejowego, i Władysławy. Od 1908 związał się z Warszawą – mieszkał w osadzie kolejarskiej Nowe Bródno (wówczas jeszcze w gminie Bródno, poza granicami stolicy). W latach 1911–1915 uczęszczał do II Warszawskiego Gimnazjum Państwowego z wykładowym językiem rosyjskim, później w Moskwie, gdzie jego ojciec pracował czasowo jako urzędnik kolejowy, kontynuuje naukę w prywatnym gimnazjum rosyjskim a od 1916 – w polskim gimnazjum. W czerwcu 1918 po powrocie do Polski uczył się w Gimnazjum Kazimierza Kulwiecia w Warszawie, gdzie w 1920 zdał maturę.
Brał udział jako ochotnik w wojnie polsko-bolszewickiej w szeregach 18 pułku artylerii ciężkiej. Brał udział m.in. w bitwie nad Wkrą. W listopadzie 1920 został zdemobilizowany w stopniu bombardiera. Był harcerzem 20 Warszawskiej Drużyny Harcerskiej, następnie instruktorem harcerskim, uczestniczył w 1924 w Jamboree w Kopenhadze jako oboźny polskiej drużyny reprezentacyjnej.
W latach 1921–1927 studiował na Wydziale Inżynierii Lądowej Politechniki Warszawskiej, gdzie uzyskał dyplom inżyniera dróg i mostów (praca dyplomowa dotyczyła wodociągów i kanalizacji w Kielcach). W latach 1927–1928 odbył jednoroczną ochotniczą służbę wojskową w Szkole Podchorążych Saperów w Batalionie Szkolnym Saperów w Modlinie. Na stopień podporucznika został mianowany ze starszeństwem z 1 stycznia 1931 i 24. lokatą, a na stopień porucznika ze starszeństwem z 1 stycznia 1936 i 12. lokatą w korpusie oficerów rezerwy inżynierii i saperów.
Po ukończeniu studiów rozpoczął pracę w Wodociągach Warszawskich, kierował budową dużych kolektorów metodą tunelową oraz rurociągów tłocznych. W 1938 w Biurze Studiów Kolei Podziemnej w Warszawie prowadził geologiczne prace badawcze do planowanej budowy warszawskiego metra. Ponownie zatrudniony w 1939 w Dyrekcji Wodociągów i Kanalizacji, pracował tam podczas II wojny światowej.
W 1939 wstąpił do Związku Walki Zbrojnej, a następnie do Armii Krajowej (porucznik ps. Cieślak). Był jednym z organizatorów batalionu „Wigry”, zorganizował komórkę Armii Krajowej w warszawskim przedsiębiorstwie wodociągów i kanalizacji. Był wykładowcą terenoznawstwa i minerki w konspiracyjnej Szkole Podchorążych Rezerwy Piechoty „Agricola”. Podczas powstania warszawskiego był komendantem wojskowym personelu podstawowych ośrodków wodociągów i kanalizacji w Wojskowej Służbie Ochrony Powstania.
Po wojnie, w latach 1945–1947 pełnił funkcję naczelnika Działu Odbudowy Dyrekcji Wodociągów i Kanalizacji. Następnie pracował w Warszawskiej Dyrekcji Odbudowy, projektował tunel Trasy W-Z i był na niej inspektorem budowy. Uczestniczył w ustaleniach i rozmowach w Moskwie dotyczących budowy schodów ruchomych przy placu Zamkowym oraz w 1949 w zabezpieczaniu kościoła św. Anny przed osuwaniem.
Od jesieni 1949 związał się ponownie z Politechniką Warszawską, pracował w Katedrze Mechaniki Gruntów i Fundamentowania, kierował Katedrą Budowli Podziemnych na Wydziale Inżynierii Lądowej, a następnie, aż do emerytury w 1972, Katedrą Wodociągów i Kanalizacji na Wydziale Inżynierii Sanitarnej i Wodnej.
Autor wielu publikacji z dziedziny budownictwa oraz podręczników akademickich. Był członkiem Towarzystwa Urbanistów Polskich i przewodniczącym Komitetu Urbanistyki Zarządu Głównego Polskiego Związku Inżynierów i Techników Budownictwa.
Mieszkał w Warszawie na Mariensztacie i przy ul. Mariana Langiewicza.
Zmarł w Warszawie, pochowany na cmentarzu Powązkowskim (kwatera 284b wprost-4-11).

## Publikacje
- Budowa i eksploatacja urządzeń podziemnych w miastach. Warszawa: Instytut Organizacji i Mechanizacji Budownictwa. Ośrodek Wydawniczy, 1962. Brak numerów stron w książce
- Tunele i miejskie budowle podziemne. Warszawa: Arkady, 1970. Brak numerów stron w książce
- Metro w Warszawie. „Kronika Warszawy”. 13 (1 (49)), s. 87–108, 1982. Warszawa.

## Ordery i odznaczenia
- Krzyż Kawalerski Orderu Odrodzenia Polski (22 lipca 1949)[6]
- Srebrny Krzyż Zasługi (1931)
- Medal 10-lecia Polski Ludowej (19 stycznia 1955)[7]